# Sturmgewehr (Film)
Sturmgewehr ist ein Schweizer Splatterfilm von Juval Marlon aus dem Jahr 2019. Der Torture-Porn-Film ist in Deutschland beschlagnahmt.

## Handlung
Ein Snuff-Filmer erhält von dem dubiosen Geschäftsmann Brand einen neuen Auftrag. Zusammen mit einem anderen Mitarbeiter, den er nicht ausstehen kann, soll er eine Praktikantin aus einem Wohnheim für Behinderte entführen. Anschliessend soll er seinen Partner ebenfalls beseitigen.
Die beiden schleusen sich in das Wohnheim unter dem Vorwand ein, eine Dokumentation über den Pflegeberuf zu drehen. Die schwangere Praktikantin stellt die Patientin Tanja vor, eine blutjunge, taubstumme Frau. Zunächst berichtet die Pflegerin aus ihrem Alltag. Anschliessend betäuben die beiden beide Frauen und entführen sie. Ausgestattet mit Masken und einem Sturmgewehr quälen sie zunächst die Taubstumme. Nachdem sie sie zunächst mit einer Plastiktüte würgen, zwingen sie sie Fellatio am Sturmgwehrlauf auszuüben. Danach trennen sie ihre Zunge ab und zerstückeln später die Leiche. Ähnlich verfahren sie mit dem zweiten Opfer. Als der Auftrag erledigt ist, betäubt der Filmer seinen Kollegen. Er quält ihn zunächst am Penis, bis er diesen abschneidet und ihn verbluten lässt.
Am Ende schaut sich der Auftraggeber das Werk der beiden auf seinem Laptop an.

## Hintergrund
Gedreht wurde der Film von Juval Marlon, der neben dem Drehbuch auch alle anderen technischen Positionen übernahm, von Kamera über den Filmschnitt bis zur Musik. Marlon rekrutierte alle Schauspieler, bis auf Thomas Goersch, der zudem der einzige ist, der unter seinem richtigen Namen auftrat, aus dem eigenen Freundeskreis. Der Film wurde mit sehr geringen Budget mit zwei Kameras gedreht. Zum Teil mussten die Takes aus Zeit- und Kostengründen in einem Take abgedreht werden. Die Dialoge waren überwiegend improvisiert.
Der Independent-Film wurde von Juval Marlon über dessen Label Beheading Films in limitierter Auflage in der Schweiz vermarktet. Für die US-amerikanische Fassung wurde eine Synchronisation angefertigt.
Am 13. Juli 2021 wurde der Film in Deutschland vom Amtsgericht Fulda wegen Verstoss gegen § 131 StGB (Gewaltdarstellung) bundesweit beschlagnahmt. Der Beschlagnahme ging eine Indizierung am 24. November 2020 durch die Bundesprüfstelle für jugendgefährdende Medien voraus.
2022 veröffentlichte das österreichische Label Black Lava Entertainment den Film als Bonus-DVD zu Juval Marlons Film Einöde der Peiniger. In den Vereinigten Staaten erschien der Film über das Label SRS Cinema unter dem Titel Snuff Tape Massacre.

## Kritiken
Die US-amerikanische Website itsblogginevil.com besprach den Film eher negativ. Er lobte Teile der harten Effekte, insbesondere die Kastration des letzten Opfers, bezeichnete den Film aber trotz seiner lediglich 60 Minuten Spielzeit als zu lang. Er sei lediglich etwas für Splatterfans, die hier aber auf ihre Kosten kommen würden. Ebenfalls negativ äusserte sich die Website Thrill and Kill: «Eins muss man den Schweizern lassen, sie sind lässig. Alle Opfer ertragen ihr Leid ohne Murren. Da wird geschnippelt, geschnitten, gestochen, aber kaum ein Laut des Schmerzes kommt über Lippen der Gefolterten. Vielleicht sind sie aber auch eingeschlafen. Man könnte es ihnen eben so wenig verübeln, wie die Tatsache, dass sich die meisten Schauspieler nur mit Vornamen in den Credits führen lassen. (…) Sorry, aber hier passt nichts zusammen.»
Auf der Website dienachtderlebendentexte.com äusserte sich Rezensent Marco Kraus folgendermassen: «Hat man das Interview allerdings erst einmal hinter sich gebracht, wird man als Splatterfan reichlich belohnt. Die Effekte wirken durch die Bank sehr realistisch und selbst ich musste bei einer Szene einmal kurz die Luft anhalten – und, liebe Männer, wenn auch ihr das tut, so kann ich das durchaus nachvollziehen. Die Darsteller machen ihre Sache recht ordentlich, an dieser Stelle sei noch einmal Thomas Goerschs Part besonders hervorgehoben.»